# 김선우 (1993년 4월 19일)
김선우(한국 한자: 金善佑, 1993년 4월 19일 ~ )은 대한민국의 축구 선수이며 포지션은 수비수이다. 현재 K3리그의 대전 코레일 FC에서 활약하고 있다.

## 수상

### 클럽
경남 FC
- K리그 챌린지 : 우승 (2017)

전남 드래곤즈
- FA컵 : 우승 (2021)